# زورقان صيني
زورقان صيني (الاسم العلمي:Cymbidium sinense) هو نوع من النباتات يتبع جنس الزورقان من الفصيلة السحلبية.